# 작은귀겨울잠쥐
작은귀겨울잠쥐(Graphiurus microtis)는 겨울잠쥐과에 속하는 설치류의 일종이다. 앙골라와 보츠와나, 에리트레아, 에티오피아, 케냐, 레소토, 말라위, 모잠비크, 나미비아, 남아프리카공화국, 수단, 에스와티니, 탄자니아, 잠비아 그리고 짐바브웨에서 발견된다.